# Contea di Jefferson (Washington)
La contea di Jefferson (in inglese Jefferson County) è una contea dello Stato di Washington, negli Stati Uniti. La popolazione al censimento del 2000 era di 25 953 abitanti. Il capoluogo di contea è Port Townsend.

## Geografia
La contea si trova nella Penisola Olimpica nel nord-ovest dello Stato. Si affaccia sull'Oceano Pacifico a ovest, sul canale di Hood a est, sullo Stretto di Juan de Fuca a nord-est. Il punto più alto è Mount Olympus sui monti Olympic, che si estendono al centro della contea. Circa il 60% del territorio è occupato dal Parco nazionale Olimpico e dalla foresta nazionale e circa il 20% appartiene allo stato o al governo federale. Parte della Riserva Hoh si trova nella contea.
Il Hood Canal Bridge collega la contea di Jefferon alla contea di Kitsap.

### Contee confinanti
- Contea di Clallam - nord
- Contea di San Juan - nord-est
- Contea di Island - nord-est
- Contea di Kitsap - est
- Contea di Mason - sud-est
- Contea di Grays Harbour - sud

## Storia
La contea fu creata nel 1852 da parte della contea di Lewis dal Territorio dell'Oregon e fu chiamata così in onore del presidente Thomas Jefferson.

## Comuni
L'unica city è Port Townsend, il capoluogo.

### Census-designated places
- Brinnon
- Marrowstone
- Port Hadlock-Irondale
- Port Ludlow
- Queets
- Quilcene

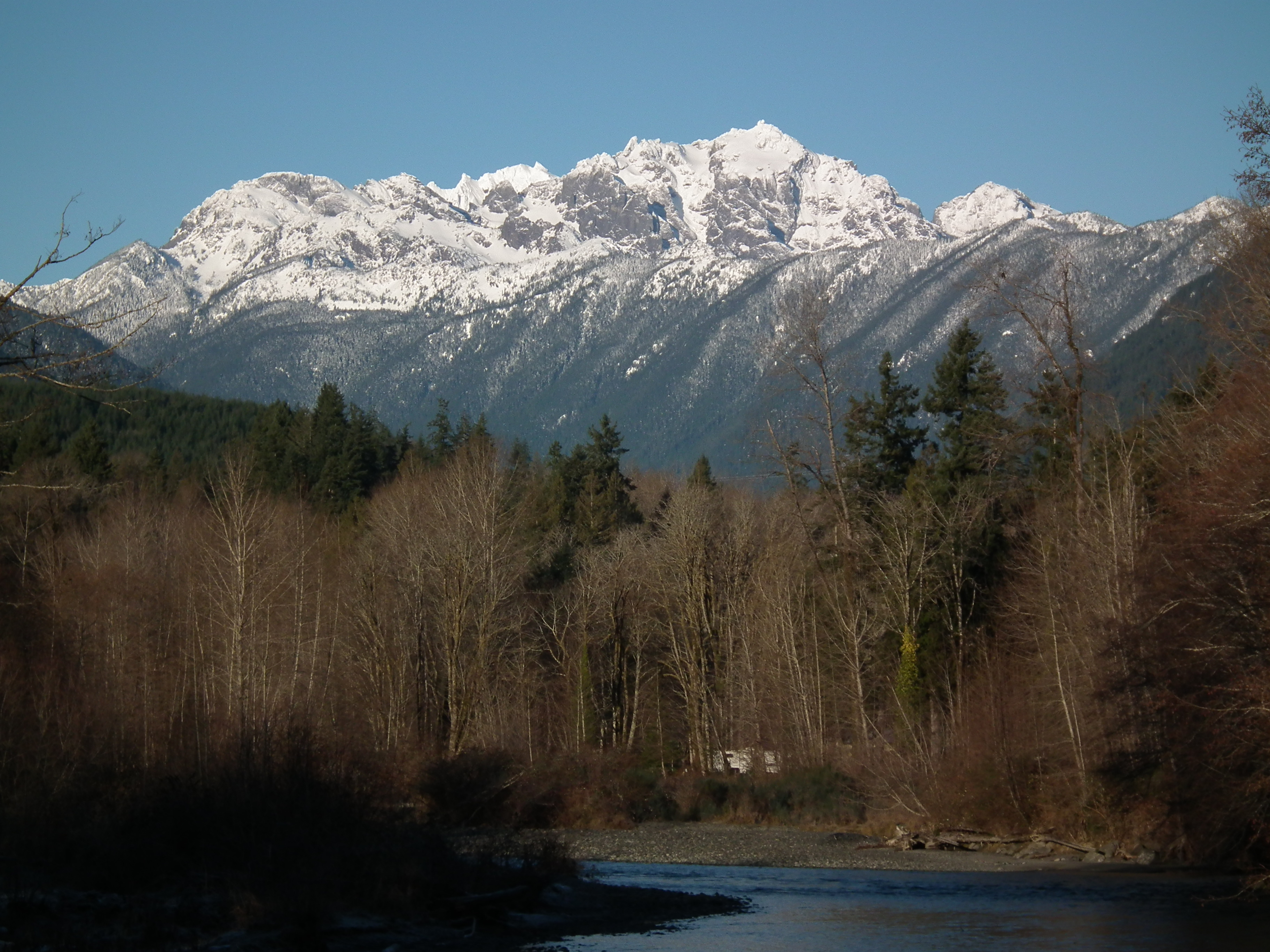
Monte Constance e fiume Dosewallips
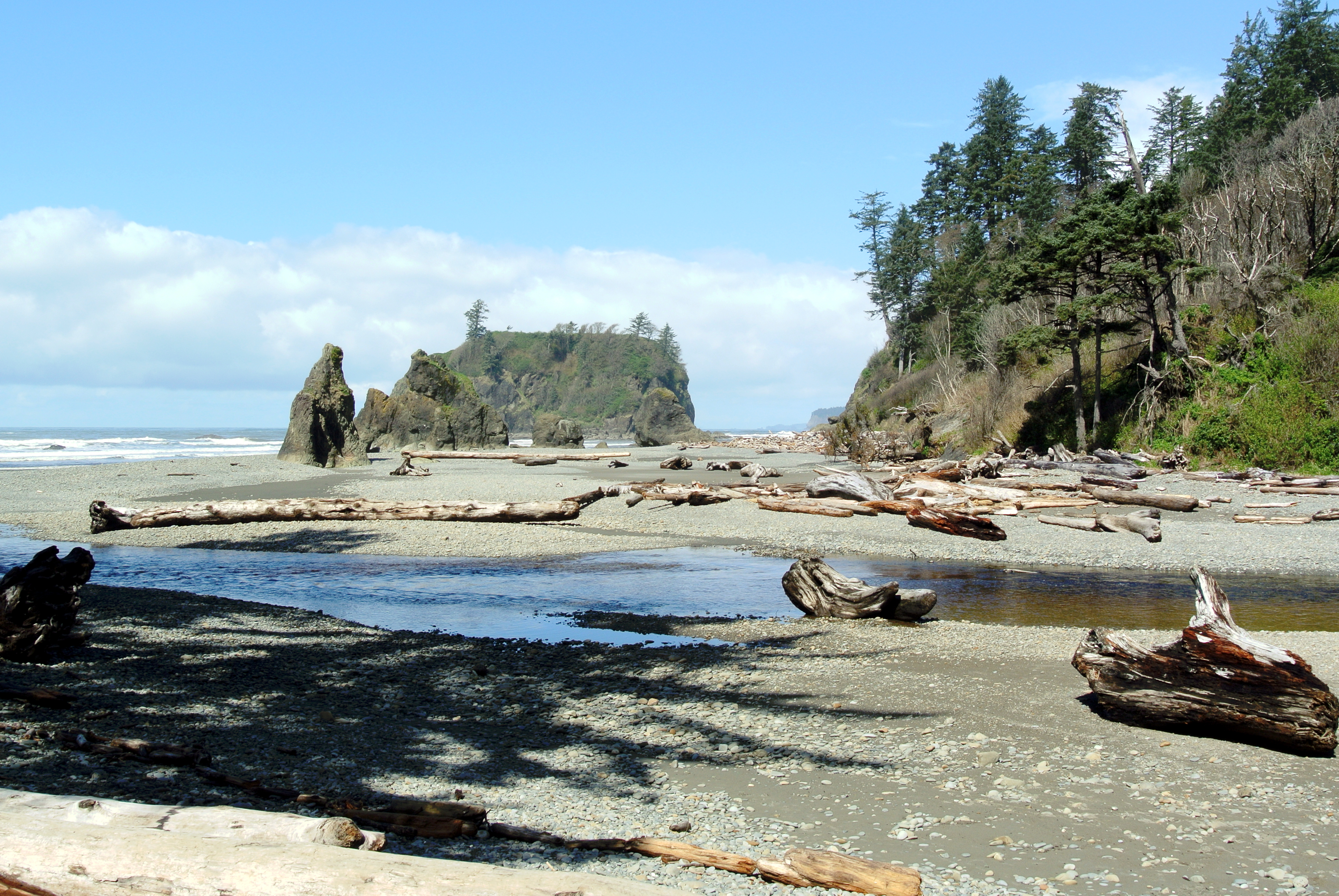
Ruby Beach
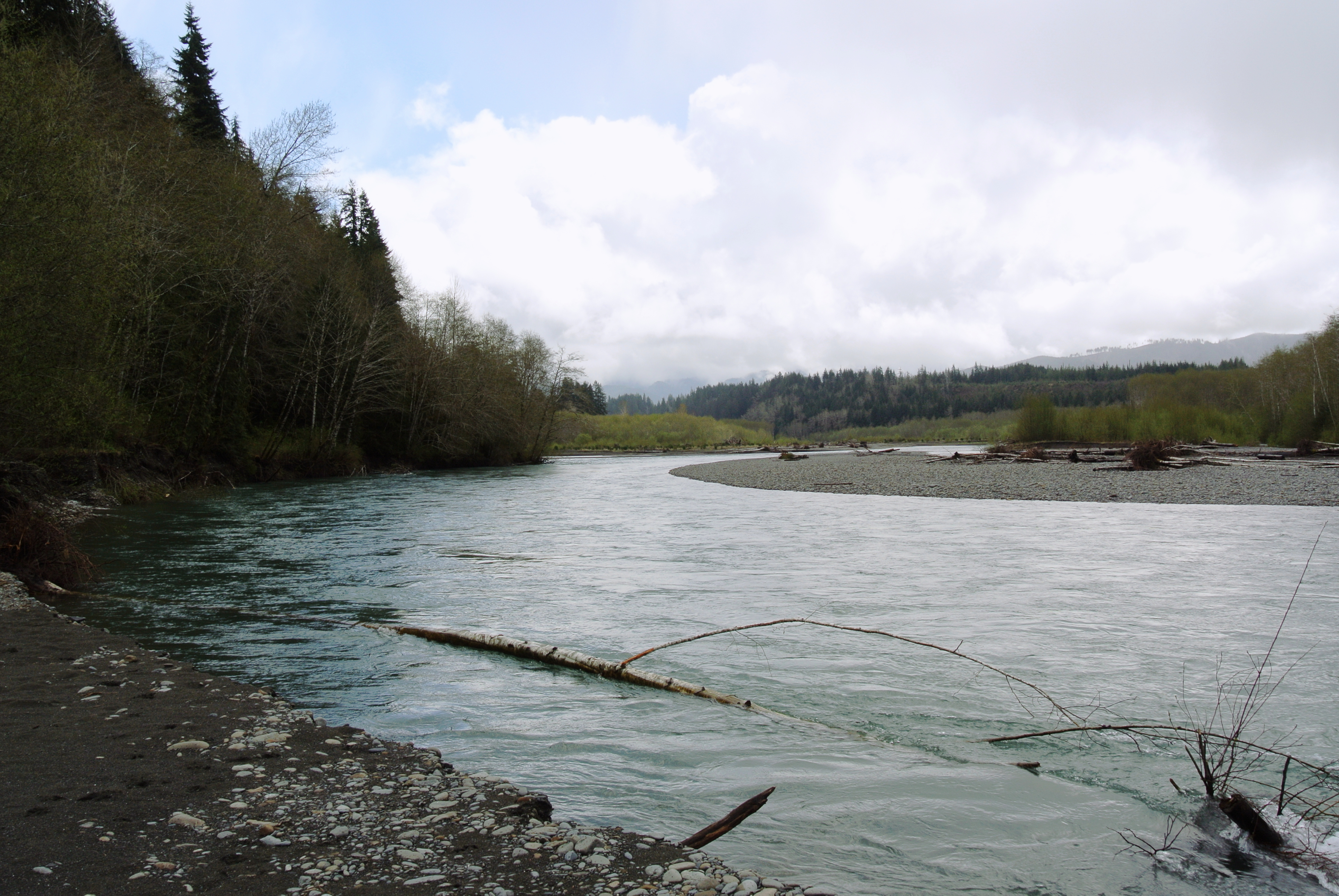
Fiume Hoh
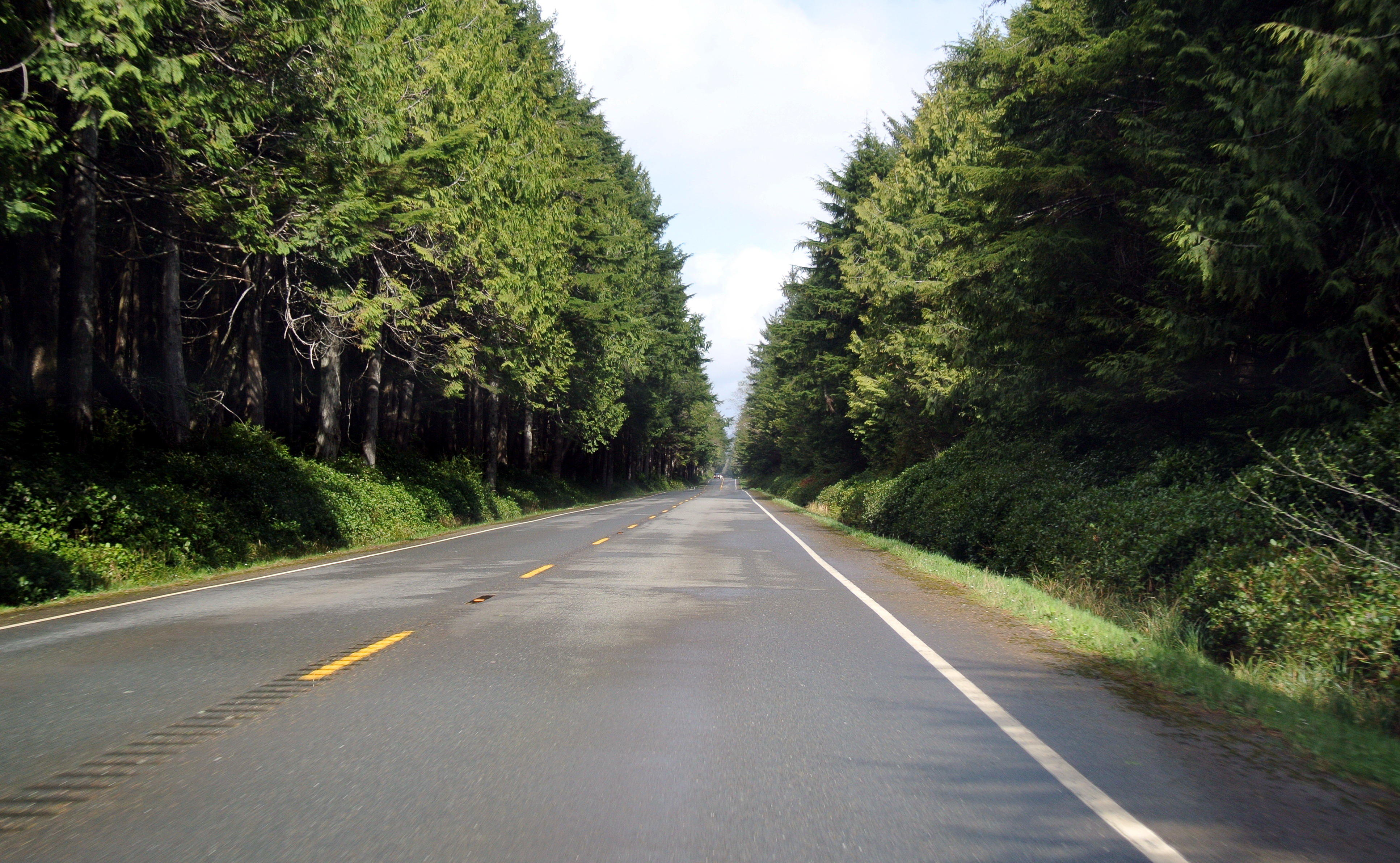
US Route 101